# Vuelta a Andalucía 1975
La 22ª edición de la Vuelta a Andalucía se disputó entre el 16 y el 22 de febrero de 1975 con un recorrido de 807,00 km dividido en 7 etapas, dos de ellas dobles, con inicio y final en Málaga. 
Participaron 50 corredores repartidos en 5 equipos de los que sólo lograron finalizar la prueba 45 ciclistas.
El vencedor, el  belga Freddy Maertens, cubrió la prueba a una velocidad media de 39,510 km/h y se impuso igualmente en la clasificación de la regularidad. En la clasificación de la montaña se impuso el  español José Luis Viejo mientras que la de metas volantes fue para el belga Daniel Verplancke.

## Etapas
| Etapa  | Fecha         | Recorrido             | Km         | Ganador de la etapa |
| 1ª (a) | 16 de febrero | Málaga - Málaga       | 22,0       | Freddy Maertens     |
| 1ª (b) | 16 de febrero | Málaga - Nerja        | 52,0       | Freddy Maertens     |
| 2ª     | 17 de febrero | Málaga - Cabra        | 136,0      | Domingo Perurena    |
| 3ª     | 18 de febrero | Cabra - Córdoba       | 139,0      | Domingo Perurena    |
| 4ª     | 19 de febrero | Córdoba - Sevilla     | 155,0      | Eddy Peelman        |
| 5ª     | 20 de febrero | Cádiz - La Línea      | 150,0      | Freddy Maertens     |
| 6ª     | 21 de febrero | Ceuta - Ceuta         | 96,0       | Freddy Maertens     |
| 7ª (a) | 22 de febrero | Marbella - Fuengirola | 29,0 (CRI) | Luis Ocaña          |
| 7ª (b) | 22 de febrero | Fuengirola - Málaga   | 30,0 (CRI) | Freddy Maertens     |